# جانی اسپیلین
جانی اسپیلین (انگلیسی: Johnny Spillane; ۲۴ نوامبر ۱۹۸۰ – ) اسکی‌باز پرش، و اسکی‌باز صحرانوردی اهل ایالات متحده آمریکا بود.
وی در مسابقات کشوری و بین‌المللی در مجموع برندهٔ ۱ مدال طلا، ۳ مدال نقره شده‌است.